# Шуберт (театр, Бостон)
«Шу́берт» (англ. The Shubert Theatre) — театр, расположенный улице Тремон в театральном квартале Бостона, Массачусетс, США. Управляется театральной компанией «The Shubert Organization».

## История
Здание театра построено по проекту архитектора Томаса М. Джеймса в 1908—1910 гг. Однако изначально на его месте задумывался театр под названием «Лирика» по проекту Чарльза Бонда. Но архитектор скончался до начала строительства и участок перешёл во владение «The Shubert Organization», которая и внесла изменения в планы. 
«Шуберт» открылся 24 января 1910 года пьесой «Укрощение строптивой» Уильяма Шекспира. В 1980 году здание театра было внесено в «Национальный реестр исторических мест США». В ноябре 1996 года оно открылось после реконструкции. В 2006 году театр был включён в Городской Центр исполнительских искусств.